# Reserve (Louisiane)
Pour les articles homonymes, voir Reserve.
Reserve est une census-designated place de la paroisse de Saint-Jean-Baptiste, en Louisiane, aux États-Unis. 